# Силви Кирилов
Силви Кирилов Петров е български лекар и политик от партия „Има такъв народ“. Той е народен представител в пет Народни събрания и министър на здравеопазването в правителството на Росен Желязков  от 2025 г. 

## Биография
Силви Кирилов е роден на 17 декември 1950 година в Славотин, Михайловградско. Завършва Медицинския университет в София със специалност „Урология“. Магистър по икономика със специалност „Здравен мениджмънт“ от Университета за национално и световно стопанство (УНСС). Доктор по медицина.
От 1977 г. работи в Медицинската академия като доцент уролог.
През годините е бил изпълнителен директор на Университетска болница „Александровска“, МБАЛ „Доверие“ и МБАЛ „Уни Хоспитал“. Бил е директор на Изпълнителната агенция по трансплантациите.
Народен представител в XLV, XLVI и XLVII народно събрание, избиран от листите на партия „Има такъв народ“. Като най-възрастен присъстващ народен представител 70-годишният Кирилов открива на 3 декември 2021 г. първото заседание на XLVII народно събрание. Отново в качеството си на най-възрастен присъстващ народен представител 73-годишният Кирилов открива на 11 ноември 2024 г. първото заседание на LI народно събрание.
На 16 януари 2025 г. е избран за министър на здравеопазването в правителството на Росен Желязков.